# Đại Áng
Đại Áng là một xã nằm ở phía nam huyện Thanh Trì, thành phố Hà Nội, Việt Nam.

## Địa giới hành chính
Địa giới hành chính xã Đại Áng như sau: 
- Phía nam giáp xã Khánh Hà (huyện Thường Tín).
- Phía tây giáp xã Mỹ Hưng (huyện Thanh Oai) và xã Tả Thanh Oai (huyện Thanh Trì).
- Phía bắc giáp các xã Vĩnh Quỳnh và Ngọc Hồi (huyện Thanh Trì).
- Phía đông giáp xã Ngọc Hồi (huyện Thanh Trì) và xã Nhị Khê (huyện Thường Tín).

## Hành chính
Xã Đại Áng ngày nay có 4 thôn (làng): Đại Áng, Nguyệt Áng, Vĩnh Trung, Vĩnh Thịnh.

## Làng Nguyệt Áng
Nguyệt Áng (làng Nguyệt) là làng quê chiêm trũng thuộc xã Đại Áng, huyện Thanh Trì. Đây là một làng cổ, có từ thời Hùng Vương dựng nước. Làng thờ Công Ba đại vương, theo thần phả là người em thứ ba của Vua Hùng Vương thứ nhất, có công giúp dân mở mang làng xóm.
Tại đầu đình làng, năm 1993 đã phát hiện được ngôi mộ thuyền, bên trong có bộ tuỳ táng là bộ vũ khí bằng đồng rất phong phú. Niên đại của mộ là khoảng 2400 cách thời điểm được phát hiện. Các nhà khảo cổ học đã xác định chủ nhân của một ngôi mộ là một chiến binh thuộc tầng lớp trên của xã hội đương thời.
Thời phong kiến, Nguyệt Áng nổi danh là làng khoa bảng với 11 người đỗ đại khoa, gồm 1 Trạng nguyên, 1 Thám hoa, 9 Tiến sĩ, trong đó có năm người thuộc dòng họ Nguyễn Đình là Nguyễn Đình Trụ (đỗ năm 1656), anh ruột là Nguyễn Quốc Trinh (Trạng nguyên, 1659) và hai con là Nguyễn Đình Bách (1683), Nguyễn Đình Úc (Thám hoa, 1700) cùng cháu tằng tôn của Nguyễn Quốc Trinh là Nguyễn Đình Quỹ (1715); 3 người họ Lưu là Lưu Tiệp (1772) và em ruột (Lưu Định - 1775) cùng cháu nội là Lưu Quỹ (1835).
Làng còn có 29 người đỗ trung khoa (hương cống, cử nhân), gồm 17 người họ Nguyễn Đình, 8 người họ Lưu và 4 người họ Nguyễn Danh. Nhiều trường hợp, cha con, anh em, bố con cùng đỗ, tiêu biểu nhất là gia đình Trạng nguyên Nguyễn Quốc Trinh: 4 người con của ông đều đỗ Hương cống; còn sinh đồ, tú tài thì rất nhiều.
Trong những người đỗ đạt của làng Nguyệt, nhiều người thật sự có tài, đem hết tài năng phụng sự đất nước. Tiêu biểu nhất là Nguyễn Quốc Trinh (1625 - 1674). Năm 1667, ông cầm đầu đoàn sứ bộ nhà Lê sang đàm phán thành công với nhà Thanh cho gộp hai kỳ tiến cống (3 năm một kỳ) làm một, giảm được phần lớn sự tốn kém cho triều đình và nỗi vất vả cho các đoàn sứ bộ. Sau ông làm quan đến Bồi tụng (Phó Tể tướng), là người tin cẩn của chúa Trịnh Tạc. Tuy vậy ông là người khẳng khái, dám chỉ ra điều phải trái của chúa trước triều thần.
Người thứ hai là Nguyễn Đình Trụ (1627 - 1703). Sau khi về hưu, ông về mở trường dạy học, học trò đông tới hàng nghìn. Hơn 70 người sau đó đỗ tiến sĩ và hương cống, thành đạt trên đường hoạn lộ. Thời bấy giờ coi ông là một "công phái thầy học".
Người thứ ba là Lưu Quỹ (1811 - ?). Ông nổi tiếng ông là người thẳng thắn, dám tâu việc can ngăn vua nên bị giáng chức. Tháng 2 năm Tân Sửu (1841), Vua Thiệu Trị lên ngôi, Lưu Quỹ đã cùng Khoa đạo Nguyễn Bỉnh Đức dâng sớ khuyên Vua lưu ý đến 10 điều sách lược trị nước, trong đó, 2 điều được vua tâm đắc nhất là thận trọng trong sự ham chuộng và cẩn thận trong dùng người.
Nguyệt Áng vẫn giữ được hệ thống đình, chùa, văn chỉ. Văn chỉ do Trạng nguyên Nguyễn Quốc Trinh cùng em là Tiến sĩ Nguyễn Đình Trụ lập năm 1667, trước khi ông đi sứ. Tại đây còn 2 tầm bia đá quý (dựng năm 1667, 1876), ghi tên những người đỗ đạt của làng, biểu tượng cho truyền thống hiếu học và khoa bảng, là niềm tự hào của dân làng.
Lễ hội hàng năm được tổ chức vào 2 dịp chính: 12 tháng 2 (ngày hoá của thần) và 15 tháng 5 là ngày kỳ phúc. Lệ tháng 2 có rước bánh dày.

## Làng Vĩnh Trung
Làng Vĩnh Trung (Kẻ Vanh) nay thuộc xã Đại Áng, huyện Thanh Trì, xưa thuộc tổng Vĩnh Ninh, huyện Thanh Trì, phủ Thường Tín, trấn Sơn Nam Thượng. Làng nằm trong một vùng trũng ở phía Nam Hà Nội nên xưa kia, đồng ruộng quanh năm ngập nước, chỉ cấy được một vụ lúa chiêm. Để phụ thêm nông nghiệp, dân làng có nghề làm nón.
Theo quan niệm về thuyết phong thủy của dân làng Vĩnh Trung thì sở dĩ làng có nghề làm nón là vì ở án đình làng từ xưa có 3 mô đất tượng trưng cho 3 ông công, một mô hình cái chảo, giống như một chiếc nón, một mô có hình cái giẻ lau để là lá nón. Sản phẩm chính của nghề làm nón ở đây là nón gủ, còn gọi là nón Ba Tầm, sau làm nón chóp dứa, khoảng 100 năm nay chuyển sang làm nón lá. Làm nón chủ yếu vào thời kì nông nhàn.
Kỹ thuật làm nón tuy không cầu kì nhưng chu trình để tạo ra một sản phẩm đòi hỏi sức lao động của cả gia đình trong cả ngày: trẻ nhỏ và người già bóc lá và là lá; trung niên nam giới thì chẻ tre, vót, quấn vòng, đi xa mua nguyên vật liệu; phụ nữ thì lợp và khâu nón. Vào thời kì cao điểm, người các nơi thường về đây làm thuê. Làm nón tuy giá công không cao nhưng sản phẩm là vật dụng thường ngày của mọi đối tượng thôn quê nên dễ tiêu thụ, do vậy người làm nón luôn có nguồn thu phụ trợ cho nông nghiệp. Người làng Vĩnh Trung rất tự hào với nghề làm nón của mình:
Muốn ăn cơm tám cá trê
Muốn đội nón đẹp thì về Kẻ Vanh.
Theo quan niệm từ xưa, Vĩnh Trung là đất tứ linh. Làng có 4 gò tạo thành 4 xóm (Ngoài, Chùa, Đình, Thượng) tượng trưng cho bốn con vật quý là Long - Ly - Quy - Phượng). Từ xưa, làng là một khối thống nhất, tất cả các dòng họ trong làng đều mang tên họ Nguyễn, sinh hoạt trong 6 giáp.
Làng hiện có hai ngôi đình cùng thờ ba vị "Đại vương thần bắn" là 3 vị thần sống vào đời Hùng Vương thứ 18, có công diệt giặc cứu dân. Một ngôi gọi là Miếu đình Linh Linh hay Đình Ngoài, là đình gốc, được dựng vào năm Bảo Thái thứ 6 (1725). Một ngôi là Đình Trong được dựng vào năm Thành Thái thứ 6 (1894). Làng còn có chùa Ứng Linh. Cả hai đình và chùa đã được công nhận là Di tích lịch sử văn hóa cấp Quốc gia.
Lễ hội chính của làng diễn ra vào các dịp: 12- 5 là ngày sinh và ngày phong sắc của thần, tổ chức rước các vị thần từ đình Ngoài vào đình Trong rồi lại rước trả về đình Ngoài. Ngày 12-6: ngày hoá của thần, tổ chức tế lễ riêng tại các đình, bằng trâu hoặc bò của làng và lợn của các giáp. Ngày 2 tháng Chạp: ngày Khánh hạ, các đình tổ chức tế lễ riêng, có cỗ xôi thờ.
Quá trình phát triển của các làng xã Đại áng làm nảy sinh những tục lệ tốt đẹp. Xưa kia, các đôi trai gái lấy nhau phải nộp cheo cho làng bằng việc lát một ngũ đường làng dài 7, 5 mét. Làng có tục kết nghĩa với làng Vĩnh Thịnh và Vĩnh Ninh gọi là "Hội kết nghĩa Tam Vĩnh".

## Làng Vĩnh Thịnh
Làng Vĩnh Thịnh, đầu đời Thành Thái (1889 - 1907) vẫn mang tên Vĩnh Bảo thuộc tổng Vĩnh Ninh, huyện Thanh Trì, phủ Thường Tín, tỉnh Hà Đông. Làng xưa có 5 xóm: Nghè, Viềng, Giữa, xóm Chùa và xóm Sau và 5 giáp: Đông Nhất, Đông Nhì, Bắc, Nam, Đoài. Nay thuộc xã Đại Áng, huyện Thanh Trì.
Nghề nghiệp chính của dân làng là làm ruộng, song làng còn có nghề làm nón. Theo lưu truyền dân gian thì ông Phạm Quảng quê ở xã Minh Linh, huyện Kinh Môn (Hải Dương) là người truyền nghề làm nón cho làng. Việc buôn bán cũng rất phát đạt, như đi buôn bè ở Lào Cai, Yên Bái, buôn các hàng thủ công ở trong vùng như nón Chuông (Thanh Oai), cót Vạn Phúc, các dụng cụ đánh cá của làng Đan Nhiễm... mang xuống Hải Phòng, Hải Dương, Nam Định để bán. Nhiều người đã mua được cửa hàng ở các thành phố, tỉnh lỵ. Cuộc sống của những người buôn này ổn định, Nếu biết cách chi tiêu và phát triển nghề sẽ khấm khá. Người làng Vĩnh Thịnh rất tự hào với nghề buôn của mình:
Hỡi cô thắt cái bao xanh
Có về Vĩnh Thịnh với anh thì về
Vĩnh Thịnh có nghiệp có nghề
Có đất làm nón, có nghề đi buôn.
Làng Vĩnh Thịnh hiện còn ngôi đình được dựng vào năm Bảo Thái thứ 6 (1725) và mới được tu sửa lại vào năm Nhâm Thân đời Bảo Đại (1932). Đình thờ Phạm Xạ - là người làng và là vị tướng của Lê Lợi. Theo truyền thuyết và thần phả, khi Lê Lợi đem quân ra Bắc diệt giặc Minh (1426), ông đã về làng Vĩnh Thịnh. Phạm Xạ khi đó là thanh niên giỏi võ, thông tinh binh pháp, được Lê Lợi tin cậy, giao cho ông tuyển mộ binh sĩ lên đường đánh giặc. 243 thanh niên làng Vĩnh Bảo đã xung phong theo Phạm Xạ gia nhập vào đội quân của Lê Lợi. Từ đó, Phạm Xạ đã tham gia chỉ huy chiến đấu gần 30 trận ở nhiều chiến trường. Đặc biệt ông đã tham gia trận Chi Lăng tháng 9 năm Đinh Mùi (1427) và tự tay chém chết tên tướng chỉ huy giặc là Liễu Thăng, được Lê Lợi phong làm Thống chế Tả tướng quân. Hiện tại miếu còn ba bản sắc phong vào các đời Thành Thái, Duy Tân và Khải Định, 8 bức hoành phi, 19 câu đối khẳng định, ca ngợi tài đức và công lao của Phạm Xạ:
Mưu dũng diệt giặc Minh, muôn thuở non Lam truyền tuấn kiệt
Tiếng thơm ngời dấu thánh, nghìn thu làng cũ nhớ công ơn.
Ngoài đình, làng còn có chùa Thanh Dương, có quả chuông đúc xong ngày 6 tháng 7 năm Thiệu Trị thứ 2 (1842), có đền Hoành Sơn thờ Mẫu Liễu Hạnh.
Lễ hội hàng năm diễn ra vào các ngày: 13- 2 (ngày sinh của thần), 12- 5 (ngày Khánh hạ) và ngày 10 tháng Một (ngày hoá của thần). Trong hội tháng 2 có tục đón tiếp các quan viên hai làng kết nghĩa là Vĩnh Trung và Vĩnh Ninh gọi là "Hội kết nghĩa Tam Vĩnh".